# エレバン子供鉄道
エレバン子供鉄道（エレバンこどもてつどう、アルメニア語: Երևանի մանկական երկաթուղի、露: Ереванская детская железная дорога、英: Yerevan Children's Railway）は、アルメニア共和国の首都エレバンに敷設されている、フラズダン渓谷沿いを走る狭軌の鉄道である。その名の通り子供鉄道の1つであり、接続する鉄道路線は存在しない。

## 歴史
エレバン子供鉄道の路線延長は、約2.1キロメートルである。エレバン子供鉄道は、アルメニアがソビエト連邦を構成していた時代の1937年6月9日に開業した。ソビエト連邦崩壊後も運用が続けられており、2015年現在においても列車が運行されている。

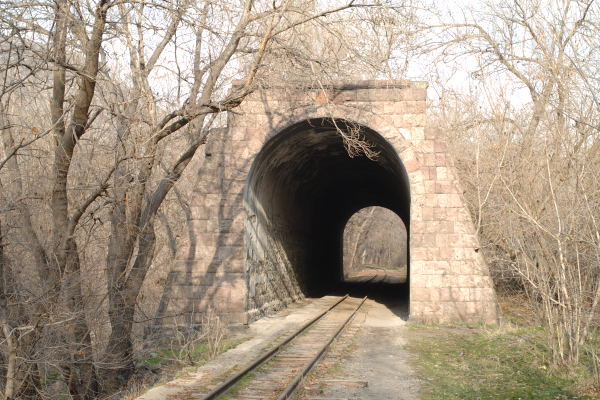
路線には、長さ約45メートルのトンネルも存在する。